# Glocke (Jussas)

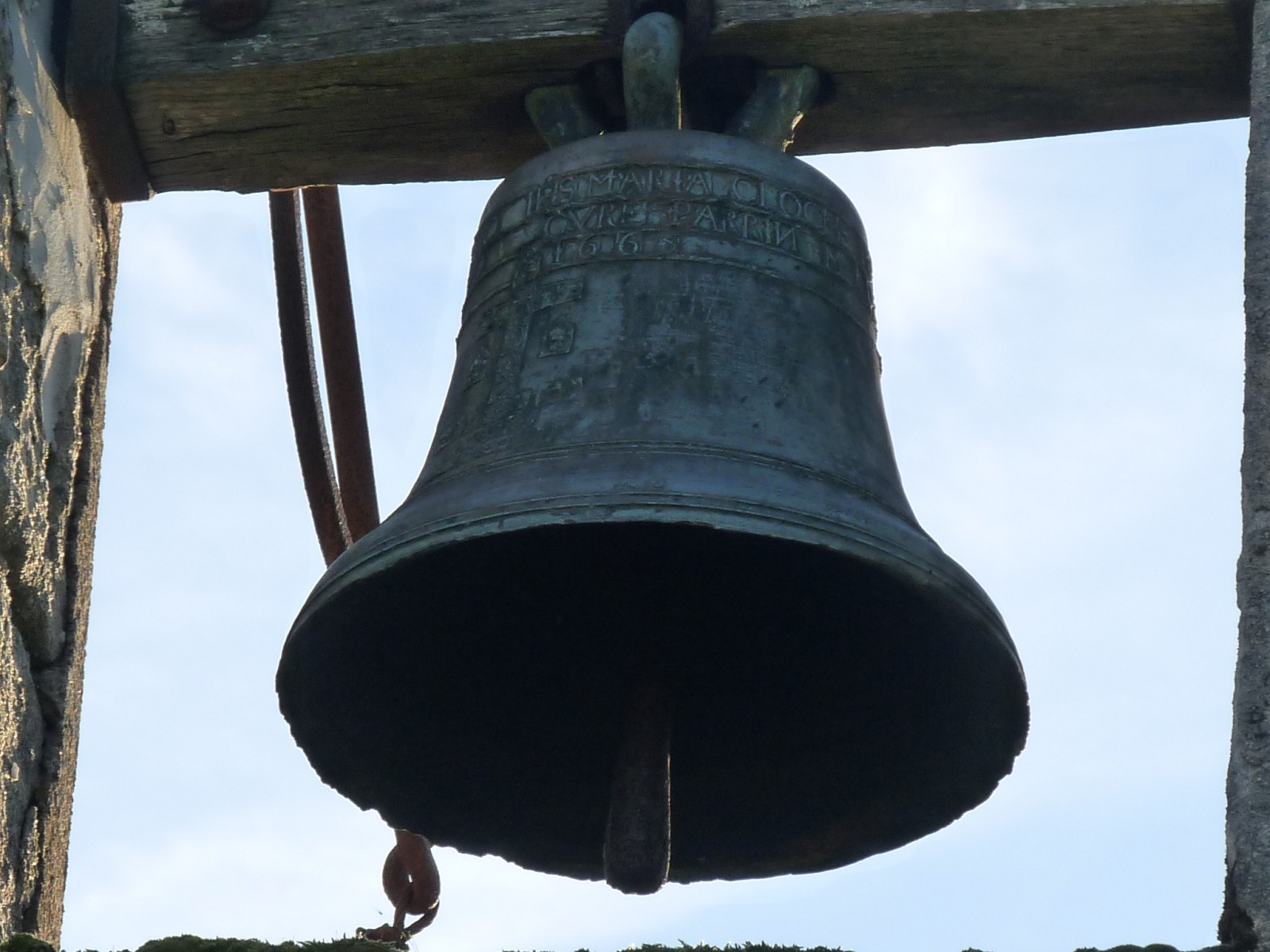
Glocke in Jussas

Die Glocke in der Kirche St-Georges in Jussas, einer französischen Gemeinde im Département Charente-Maritime der Region Nouvelle-Aquitaine, wurde 1665 gegossen. Die Kirchenglocke aus Bronze ist seit 1911 als Monument historique klassifiziert. 
Die Glocke aus einer unbekannten Glockengießerei trägt folgende Inschrift: „I.H.S.MARIA CLOCHE POUR ST GEORGE DE JUSSAS MP CEYRAT CURE PARIN ME DELAFAIE ET MARINE MARIE MERPAUD 1665“.